# Ierse parlementsverkiezingen 2011
De Ierse parlementsverkiezingen in 2011 hadden plaats op 25 februari. The Dáil Éireann, het Ierse parlement, werd op 1 februari 2011 ontbonden op verzoek van de Taoiseach Brian Cowen.

## Achtergrond
Ierland was in een financiële crisis geraakt naar aanleiding van de internationale kredietcrisis. Ierse banken hadden veel leningen uitstaan, die vervolgens niet konden worden terugbetaald. Verschillende banken kregen een bailout van de overheid. Tegelijkertijd werd de Ierse economie ook keihard getroffen door de crisis. De gehele huizenmarkt stortte in. Daardoor liep de Ierse overheid veel inkomsten op en het begrotingstekort over 2010 liep op tot 33 procent. De Europese Unie en het Internationaal Monetair Fonds kwamen Ierland vervolgens te hulp met een lening van 85 miljard euro. Daar waren wel strenge voorwaarden aan verbonden. Ierland moest fors bezuinigen.
Brian Lenihan, minister van Financiën, presenteerde een begroting waarin 6 miljard euro zou worden bezuinigd. Dit kwam neer op een vermindering van 9 procent van de overheidsuitgaven, gecombineerd met het verhogen van de belastingen met 5 procent. Vanwege de heftigheid van de bezuinigingen had premier Cowen laten weten het parlement te zullen ontbinden nadat de begroting zou zijn goedgekeurd. Het kwam echter niet zover, omdat zijn partij Fianna Fáil Cowen op 20 januari 2011 dwong af te treden als partijleider na een mislukte poging om wijzigingen door te voeren in zijn kabinet. De Groenen stapten vervolgens drie dagen later uit de regering, waardoor Cowen daar zijn meerderheid verloor en genoodzaakt was direct nieuwe verkiezingen uit te schrijven.
Tot op dat moment was Fianna Fáil sinds 1927 de grootste partij geweest in de Dáil Éireann. In de peilingen stond zij echter op nog maar 10 tot 15 procent en bij de verkiezingen haalde zij 20 zetels, een historisch dieptepunt. Daarvoor had zij 77 zetels.
Fine Gael hoopte de positie als grootste partij over nemen en behaalde uiteindelijk met 76 zetels net geen absolute meerderheid. De Labour-partij wilde de tweede partij van het land worden en een regering vormen met Fine Gael. Zij verdubbelde haar zetelaantal bijna en steeg naar door naar 37. De Groenen verloren al hun zetels en verdwenen uit het parlement. Sinn Féin profiteerde juist van de crisis en steeg van 4 naar 14 zetels. Nieuw in het parlement werden gekozen de linkse alliantie United Left Alliance en New Vision, met respectievelijk 5 en 1 zetel. Ook werden er 13 onafhankelijke leden gekozen, waaronder voor het eerst twee personen die openlijk homoseksueel waren.
Een week na de verkiezingen slaagden Labour en Fine Gael erin een nieuwe coalitie te vormen. Ze vonden elkaar onder meer in de wens te proberen de voorwaarden versoepeld te krijgen voor de 85 miljard euro noodsteun van de Europese Unie en het Internationaal Monetair Fonds. Ook zullen minder ambtenaren worden ontslagen en hoeft het begrotingstekort pas in 2015 onder de Europese norm van 3 procent te zijn. De nieuwe regering werd geleid door de nieuwe premier Enda Kenny, de partijleider van Fine Gael.

## Uitslag
| Partij               | Stemmen | %    | ±%     | zetels | verschil |
| -------------------- | ------- | ---- | ------ | ------ | -------- |
| Fine Gael            | 801.637 | 36.1 | ▲ 8.8  | 76     | ▲ 25     |
| Irish Labour Party   | 431.798 | 19.4 | ▲ 9.3  | 37     | ▲ 17     |
| Fianna Fáil          | 387.362 | 17.4 | ▼ 24.2 | 20     | ▼ 57     |
| Sinn Féin            | 220.660 | 9.9  | ▲ 3.0  | 14     | ▲ 10     |
| United Left Alliance | 57.139  | 2.6  | ▲ 1.2  | 5      | ▲ 5      |
| New Vision           | 25.422  | 1.1  | ▲ 1.1  | 1      | ▲ 1      |
| De Groenen           | 41.039  | 1.8  | ▼ 2.9  | 0      | ▼ 6      |
| Workers' Party       | 3.056   | 0.1  | 0.0    | 0      | 0        |
| Christian Solidarity | 2.102   | 0.1  | 0.0    | 0      | 0        |
| Fís Nua              | 938     | 0.0  | 0. 0   | 0      | 0        |
| Onafhankelijken      | 261.749 | 11.8 | ▲ 11.8 | 13     | ▲ 8      |
| Totaal               |         | 100% |        | 166    |          |